# Ornithomimus
Ornithomimus ("oponašatelj ptica") je rod dinosaura iz porodice Ornithomimidae. Pripadnici ovog roda živjeli su na zapadu SAD-a i Kanade tijekom kasne krede.

## Opis
Pripadnici ovog roda dinosaura bili su tipični ornitomimosauri. Najbolje istražena vrsta ovog rod je Ornithomimus edmontonicus, koji je bio dug 3,5 m, visok 2,1 m i vrlo sličan noju. Težio je 100 do 150 kg. Imao je duge i vitke noge, dok mu je tijelo bilo kompaktno. Na malenoj glavi je imao velike oči postavljene sa strane i bezubi kljun. Vrat je bio dug, pokretljiv i savijen u obliku slova "S". Mozak mu je bio prilično velik. Po svim ostalim karakteristikama, Ornithomimus je bio tipičan dinosaur: njegov nepokretljivi mesnati rep činio je više od polovice njegove dužine, a umjesto krila imao je duge, tanke i pokretljive gornje udove s tri prsta koja su zavrđavala pandžama. One su toliko sličile rukama ljenjivca da su navele Henryja Fairfielda Osborna na pomisao da je njima držao grane dok se hranio.
Vjerojatno se hranio biljkama, a možda i kukcima i malenim gmazovima. Kada bi ga napao mesožder, mogao se braniti svojim oštrim pandžama. Najbolja odbrana mu je, međtim, bila bijeg: Ornithomimus je mogao trčati brzo kao konj.

## U popularnoj kulturi
Ornithomimus je igrao istaknutu ulogu u televizijskoj seriji Prehistoric Park (Prethistorijski park), gdje su bili prikazani u svakoj epizodi. Prikazali su ih kao grupu životinja čiji mladunci imaju paperje i kojima ono što prvo ugledaju kada se izlegnu ostane u pamćenju. Prikazani su i kao životinje čija je ishrana sličnija ishrani patki nego noju (što se temelji na jednoj hipotezi) koja navodi da su se ornitomimidi hranili filtriranjem. Ornithomimus se također pojavio u brojnim filmovima poput Fantasia (1940.), The Valley of Gwangi (1969.), Planet of Dinosaurs (1978.) i u filmu T-Rex: Back to the Cretaceous (1998.).

## Drugi projketi
|  | Zajednički poslužitelj ima još gradiva o temi Ornithomimus |
|  | Wikivrste imaju podatke o taksonu Ornithomimusu            |